# Ángel Manuel Soto

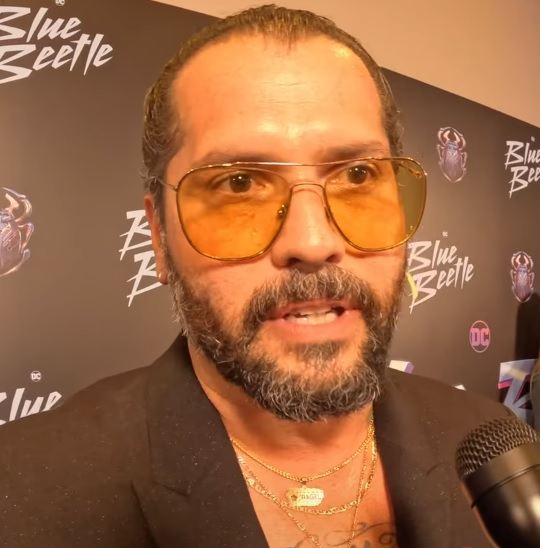
Ángel Manuel Soto, 2023

Ángel Manuel Soto (* 28. Januar 1983) ist ein puerto-ricanischer Filmregisseur, -produzent und Drehbuchautor. Große Bekanntheit erlangte er durch den im DC Extended Universe ansässigen Film Blue Beetle.

## Leben

### Kindheit und Studium
Ángel Manuel Soto wurde in Santurce, einem Viertel in San Juan (Puerto Rico) geboren. Seine Eltern waren Autoverkäufer und Flugbegleiter. In seiner Jugend beschäftigte sich Soto mit Fußball, Boxen und Musik und gründete so die Band Los Cheveres, eine Anfang der 2000er Jahre gegründete Punkrockgruppe, die ihn zu einigen seiner späteren Projekte inspirierte. Als er aufwuchs, studierte er Architektur, Dokumentarfilmen und Schreiben. Soto begann seine Karriere als Fernsehproduzent und arbeitete später im Art Direction-Bereich einer lokalen Werbeagentur.

### Filmkarriere
Bevor er an seinem ersten Kurzfilm arbeitete, arbeitete Soto bei Standard Style Boutique in Kansas City. Während dieser Zeit vermietete er alle Zimmer in seinem Haus und schlief zwei Monate lang auf dem Boden, um Geld zu sparen. Im Jahr 2009 veröffentlichte Soto den Kurzfilm 22weeks, der mehrere Preise gewann, darunter 2010 den Bronze Telly Award. Danach veröffentlichte er eine Reihe von Kurzfilmen, Dokumentarkurzfilmen und Spielfilmen, darunter La Granja und El Púgil. Beide Filme wurden für verschiedene Filmpreise auf Filmfestivals nominiert, darunter das Chicago Latino Film Festival, das Miami Short Film Festival und das Tribeca Film Festival.
Im Jahr 2018 wurde bekannt gegeben, dass Soto bei Charm City Kings Regie führen wird, einem Film, der auf dem Dokumentarfilm 12 O’Clock Boys aus dem Jahr 2013 basiert. Der Film hatte seine Weltpremiere am 27. Januar 2020 beim Sundance Film Festival und gewann dort schließlich den Sonderpreis der Jury für sein Ensemble. Die Veröffentlichung des Films war für den 10. April 2020 bei Sony Pictures Classics geplant. Aufgrund der COVID-19-Pandemie wurde die Veröffentlichung jedoch auf den 14. August 2020 verschoben. Im Mai 2020 erhielt HBO Max die Vertriebsrechte für den Film. Er wurde am 8. Oktober 2020 veröffentlicht.
Im Februar 2021 wurde Soto als Regisseur des Films über Blue Beetle für DC Studios und Warner Bros. bekannt gegeben. Das Alter Ego des Superhelden ist ein mexikanisch-amerikanischer Teenager namens Jaime Reyes, was ihn zum ersten Realfilm mit einem Latino-Superhelden in der Hauptrolle machen würde. Der Film wurde vom in Mexiko geborenen Schriftsteller Gareth Dunnet-Alcocer geschrieben. Im März 2021 wurde bekannt gegeben, dass Soto zusammen mit dem Drehbuchautor Marco Ramirez auch bei einem kommenden Transformers-Film Regie führen wird.
Im Sommer 2024 wurde Soto Mitglied der Academy of Motion Picture Arts and Sciences.

## Filmografie

### Kurzfilme
- 2009: 22weeks (Regie und Drehbuch)
- 2010: Sexy Mortal (Regie und Drehbuch)
- 2011: En la Privacidad de mi Hogar (Regie und Drehbuch)
- 2012: El Gallo (Regie und Drehbuch)
- 2016: The Second Line: A Parade Against Violence (Regie)
- 2016: Repensando a Cuba (Regie)
- 2016: Inside Trump's America (Regie)
- 2016: I Struggle Where You Vacation (Regie)
- 2016: El Púgil (Dokumentarkurzfilm, Regie und Drehbuch)
- 2016: Bashir’s Dream (Dokumentarkurzfilm, Regie und Schnitt)
- 2018: Dinner Party (Regie)

### Spielfilme
- 2015: La Granja (Regie, Drehbuch und Produktion)
- 2020: Charm City Kings (Regie)
- 2023: Blue Beetle (Regie)